# Буково (община Битоля)
Вижте пояснителната страница за други значения на Буково.
Буково (на македонска литературна норма: Буково) е село в община Битоля на Северна Македония.

## География
Селото се намира в областта Пелагония, на 5 km южно от Битоля, в източните поли на Баба планина. Буково е ридско село, разположено на надморска височина от 720 m. Селото има площ от 17,9 km2, от които обработваема земя са 913 ha, пасищата са 591,8 ha и горите са 146,3 ha.
Край селото е разположен Буковският манастир „Свето Преображение Господне“ („Свети Спас“, „Свети Сотир“). Централната енорийска църква на селото е „Свети Димитър“, а гробищните – „Свети Атанасий“, „Въведение Богородично“ и „Свети Никола“. Извън селото са „Свети Архангел“, „Света Петка“ и манастирчето „Света Троица“ на Буковски ливади.

## История
Предава се легенда, че първите семейства обитават много отдавна изгореното село Неоляни, което се намирало наблизо, на около един километър западно от сегашното Буково, като в началото е разположено в подножието на буковските планини – Стар Забел и Неолица, край река Киндирка. Името си селото носи от голямата букова гора, в която се е намирало.
В непосредствена близост до село Буково се намира античният град Хераклея.
Селото не е споменато в османския дефтер от 1468, но в този от 1568 година е със 189 християнски семейства, което го прави едно от най-големите села в областта. В турски сиджили от 26 юни 1607 година се споменава даването на заем на жител – железар от селото.
За материалното богатство на жителите на Буково свидетелства и архитектурата на някои от старите къщи, която е градска и в стил барок, като къщите на Широк сокак в Битоля. Останалите къщи са изградени от дялани камъни и също са забележителни със своя внушителен размер от 2 и 3 етажа. За духовното и културно минало на Буково свидетелства Буковският манастир „Свето Преображение Господне“, който въпреки че е възстановен в 1837 година върху основата на по-стара църква, се споменава в записи от XVI и XVII век.
В XIX век Буково е село в Битолска каза на Османската империя. Още през XIX век селото е известно с производството и търговията на лют червен пипер наричан буковски пипер. Атанас Шопов посещава Буково и в 1893 година пише:
| „ | Буково, това е отечеството на най-добрия и най-благоуханния червен пипер, който излазя по ония места. Това малко българско селце е станало известност благодарение на добрия свой пипер. Буковският пипер има преимущества над всичките други пипери. Той не е лют, а притежава една особна приятна миризма и вкус. | “ |

По-голямата част от населението на селото е гъркоманско под върховенството на Цариградската патриаршия. Александър Синве („Les Grecs de l’Empire Ottoman. Etude Statistique et Ethnographique“), който се основава на гръцки данни, в 1878 година пише, че във Вуковон (Voukovon) живеят 500 гърци. Според статистиката на Васил Кънчов („Македония. Етнография и статистика“) от 1900 година Буково има 1490 жители, всички българи християни.
На Етнографската карта на Битолския вилает на Картографския институт в София от 1901 година Буково е чисто българско село в Битолската каза на Битолския санджак с 227 къщи.
Въпреки че селото е гъркоманско, в него има посветени във ВМОРО – Ристе Кимов и Павле Сърбиновски, вторият убит по-късно от гръцки андарти. По време на гръцката въоръжена пропаганда в Македония от 1904 до 1908 година Буковският манастир заедно с гъркоманското Буково са главна база на андартите в Пелагония. Екзархийските къщи в Буково в 1905 година пострадват от гръцки нападения.
По данни на секретаря на Българската екзархия Димитър Мишев („La Macédoine et sa Population Chrétienne“) в 1905 година в Буково има 2400 българи патриаршисти гъркомани и в селото функционира гръцко училище.
По време на българското управление на Вардарска Македония през Първата световна война Буково е център на община в Битолска селска околия и има 1831 жители.
Почти през целия XX век Буково е силно засегнато от големи изселнически вълни. Много от жителите на селото търсят препитание в Австралия, САЩ и Канада главно, но също и в Западна Европа. Голяма буковска колония има в Рочестър, САЩ, и поради това градът е шеговито наричан Буково Сити. В 1961 година селото има 1939 жители.
По време на българското управление във Вардарска Македония в годините на Втората световна война, Тодор Ст. Мицканов от Самоводене е български кмет на Буково от 5 септември 1941 година до 25 ноември 1942 година. След това кметове са Кръсто Ив. Билянов от Струга (10 септември 1941 - 21 март 1942) и Войдан Ст. Бимбилов от Велмей (23 декември 1942 - 2 септември 1944).
Според преброяването от 2002 година селото има 3494 жители и е най-голямото в община Битоля, жителите му са се самоопределили както следва:
| Националност     | Всичко |
| северномакедонци | 3456   |
| албанци          | 11     |
| турци            | 14     |
| роми             | 0      |
| власи            | 1      |
| сърби            | 6      |
| бошняци          | 0      |
| други            | 6      |

## Икономика
Поради близостта с град Битоля и неговата промишлена зона, както и благоприятното географско положение, село Буково има развита икономическа дейност. В самото село Буково съществуват и работят фабрика, селскостопанска кооперация, магазини и обекти за обществено хранене. От селското стопанство най-развито е градинарството. Заради изобилието от бистра вода и плодородна почва в това село се отглежда червен пипер, който е известен като буковски пипер по името на селото. Освен отглеждането на чушки в Буково се отглеждат и домати, зеле, праз, лук, грах, спанак. Запазено е отглеждането на зърнени култури, особено пшеница. От животновъдството най-развити са краварството и овчарството, а в по-малка степен и козарството. Много запазено е и живинарството чрез отглеждане на кокошки, петли, гъски и други домашни птици.

## Обществени институции
В Буково от 1990 година има основно училище „Коле Канински“, линейка, поща и дом на културата. Домът на културата се намира в сградата в центъра на селото.

## Редовни събития
Буково е сред малкото места в Северна Македония, където всяка година последната седмица преди Великден се чества празникът Лазаровден. По време на празника младите момичета (а понякога и момчетата) от селото се обличат в богати традиционни селски костюми и шетайки от къща на къща пеят Лазараски песни, а след края на песента стопанинът слага по едно яйце в кошницата, която носят и пари.

## Галерия
- Панорама на Буково от времето на Първата световна война
- Стара къща с градска архитектура в Буково
- Селската чешма в Буково
- Гледка от главната улица в Буково

## Личности
Родени в Буково
- Васила (Василики), ятачка на дейци на гръцката въоръжена пропаганда в Македония[17]
- Илия Балтов (1877 – 1934), български революционер
- Никле Скоклев (? - 1662), хайдутин от XVII век
- Стефан Христов, български революционер от ВМОРО, четник на Кръсте Льондев[18]
- Филип (Филипос), деец на гръцката въоръжена пропаганда в Македония[19]
- Филип А. Николаев, завършил духовна семинария в Киев в 1902 година[20]

Други
- Александър Пърчевски (1950 – 2013), прокурор, по произход от Буково